# Комсомольский городок имени Бориса Дзнеладзе
Комсомольский городок имени Бориса Дзнеладзе — молодёжный центр грузинского комсомола, построенный вблизи Шавнабадского монастыря и села Квемо-Телети, недалеко от Тбилиси.
Строительство городка было завершено в 1975 году, ему было присвоено имя организатора комсомола Грузии Бориса Дзнеладзе.
До 1989 года городок функционировал как организационный и досуговый центр, в нём работали кружки и спортивные секции, проводились конференции.
В 1989 году городок был занят «Мхедриони» и стал основным местом базирования вооружённых отрядов этой организации.
После роспуска и запрета в 1995 году отрядов «Мхедриони» городок перешёл в распоряжение Вооружённых сил Грузии, использовался как место базирования батальона «Шавнабада» и был закрыт для посещения посторонними лицами.